# Сіруелас
Сіруелас (ісп. Ciruelas) — муніципалітет в Іспанії, у складі автономної спільноти Кастилія-Ла-Манча, у провінції Гвадалахара. Населення — 117 осіб (2010).
Муніципалітет розташований на відстані близько 65 км на північний схід від Мадрида, 14 км на північний схід від Гвадалахари.

## Демографія
Динаміка населення (INE ):

## Галерея зображень

Розташування муніципалітету Сіруелас у провінції Гвадалахара